# Calyptranthera sulphurea
Calyptranthera sulphurea är en oleanderväxtart som beskrevs av Klack.. Calyptranthera sulphurea ingår i släktet Calyptranthera och familjen oleanderväxter. Inga underarter finns listade i Catalogue of Life.